# アイム・スティル・イン・ラヴ・ウィズ・ユー
「アイム・スティル・イン・ラヴ・ウィズ・ユー」（I'm Still in Love with You）は、アル・グリーンが1972年に発表した楽曲。
アル・グリーン、ウィリー・ミッチェル、アル・ジャクソンの3人によって書かれた。シングルA面曲として発売され、同年9月2日から9月9日にかけてビルボード・Hot 100で2週連続3位を記録した。また、ビルボードのソウルチャートで1位を記録し、1972年の年間チャートの59位を記録した。
その後、同年10月23日発売のアルバム『I'm Still in Love with You』に収録された。

## カバー・バージョン
- メリッサ・モーガン - 『Still in Love with You』（1992年）に収録。
- AL B.シュア! - 映画『Above the Rim』（1994年）のサウンドトラック。
- ダリル・ホール&ジョン・オーツ - 『Our Kind of Soul』（2004年）に収録。
- シール - 『Soul』（2008年）に収録。